# Pont-Audemer
Pont-Audemer – miejscowość i gmina we Francji, w regionie Normandia, w departamencie Eure. W 2013 roku populacja ówczesnej gminy wynosiła 9315 mieszkańców. 
Dnia 1 stycznia 2018 roku połączono dwie wcześniejsze gminy: Pont-Audemer oraz Saint-Germain-Village. Siedzibą gminy została miejscowość Pont-Audemer, a nowa gmina przyjęła jej nazwę.